# Västlig grön mamba
Västlig grön mamba (Dendroaspis viridis), även kallad västlig mamba och västafrikansk mamba är en lång och tunn trädlevande giftsnok som förekommer i Västafrika, bland annat i Liberia och Elfenbenskusten.
Ormen har stora gröna fjäll med svarta kanter och kan bli upp till två meter lång. Fjällen på ormens långa svans är gula. Den är till största delen aktiv på dagen men även på natten. Den lever i regnskogen i huvudsak på fåglar, ödlor och gnagare.